# Арчишаковит
Арчишакови́т — четвертый гавар провинции Васпуракан Великой Армении. Располагался в центральной части провинции Васпуракан. В области находилось два города - Арчишак и Лимб и одна значительная крепость - Севан. На западе гавара имелось крупное озеро Арчишал.

## Внешние ссылки
- К ГЛАВЕ 44